# エンターブレインえんため大賞ライトノベルファミ通文庫部門
エンターブレインえんため大賞ライトノベルファミ通文庫部門（エンターブレインえんためたいしょうしょうせつぶもん）は、かつてKADOKAWAの社内ブランド・エンターブレインが主催していたエンターブレインえんため大賞の小説部門である。1999年の創設時は「ファミ通エンタテインメント大賞小説部門」の名称で、2002年から「エンターブレインえんため大賞小説部門」に変更されたが、2015年より改名され現在の名称になった。
主な賞に大賞（第4回までは最優秀賞）・優秀賞・東放学園特別賞があり、賞品は大賞は正賞+副賞100万円、優秀賞は正賞+副賞50万円、東放学園特別賞は正賞+副賞5万円となっていた。その他、佳作・入賞及び特別賞として編集部特別賞などがあった。東放学園特別賞は学校法人東放学園の在校生および卒業生の応募作品の中からもっとも優れた作品に与えられた。大賞・優秀賞受賞作品はファミ通文庫から刊行されたが、佳作・入賞・特別賞の作品でも刊行された場合があった。
エンターブレインえんため大賞ライトノベルファミ通文庫部門は第20回をもって終了し、「ファミ通文庫大賞」に引き継がれることが発表された。

## 審査委員
第20回のみ審査委員は非公開であった。
- 朝松健 - 第1〜2回
- 中村うさぎ - 第1〜3、5〜6回
- 久美沙織 - 第1〜6回
- 秋津透 - 第3〜6回
- 嬉野秋彦 - 第7〜8回
- 新城カズマ - 第7〜8回
- 森好正（エンターブレイン・コンテンツ局局長） - 第7〜8回、12回〜14回
- 青柳昌行（エンターブレイン常務取締役） - 第9〜11回、16回
- 河西恵子（ファミ通文庫編集長代理） - 第9〜16回、18回〜19回
- 三谷光（エンターブレイン事業局局次長） - 第17回
- ファミ通文庫編集部 - 第9〜19回

## 入賞作品一覧
斜字は未刊行。後にシリーズ化された作品については、受賞作（第1巻）の刊行時サブタイトルは割愛している場合がある。また、最終選考中でデビューした作家については本表より割愛している。
| 回数              | 賞              | タイトル （刊行時表題） | 著者 （刊行時筆名）       |
| ----------------- | --------------- | --- | ------------------------- |
| 第1回 （1999年）  | 最優秀賞        | ボディーガード （UNDER TRAP）                                                                                               | 荒井千明                  |
| 第1回 （1999年）  | 佳作            | 夜空に、満天の星 （ロンリネス・ガーディアン AD2015隔離都市）                                                                | 桜庭一樹                  |
| 第1回 （1999年）  | 佳作            | かがみのうた | 神野オキナ                |
| 第1回 （1999年）  | 東放学園 特別賞 | きみの願い、ぼくの望み | 青山カナコ                |
| 第2回 （2000年）  | 入賞            | 深緑の魔女 | 伊東孝泰 （伊東京一）     |
| 第2回 （2000年）  | 佳作            | パラレル・パラダイム・パラダイス （ハイブリッド ユニバース）                                                                | 飛田甲                    |
| 第2回 （2000年）  | 佳作            | GUNNER | てつまよしとう            |
| 第2回 （2000年）  | 東放学園 特別賞 | アルシア・バード 翼を継ぐものたち                                                                                           | 鈴羽らふみ                |
| 第3回 （2001年）  | 最優秀賞        | 赤城山卓球場に歌声は響く | 野村美月                  |
| 第3回 （2001年）  | 佳作            | 三ヶ月の魔法 | 上島拓海                  |
| 第4回 （2002年）  | 優秀賞          | この時代に生きることを （リアルライフ—この時代に生きることを）                                                              | 坂本和也                  |
| 第4回 （2002年）  | 佳作            | カレディナ・プラウスキュル                                                                                                  | 朝倉衛                    |
| 第4回 （2002年）  | 佳作            | 白詰草の香り | 清藤コタツ                |
| 第4回 （2002年）  | 東放学園 特別賞 | 永久駆動パペットショウ | 豊倉真幸                  |
| 第5回 （2003年）  | 大賞            | 吉永さん家のガーゴイル | 田口仙年堂                |
| 第5回 （2003年）  | 佳作            | 朱き女神の杜 （駒王神社深川家物語 神楽と丹生）                                                                              | 星隈真野                  |
| 第5回 （2003年）  | 佳作            | 精霊紀界ディメンティア | 荒川要助                  |
| 第5回 （2003年）  | 編集部 特別賞   | 閉鎖師ユウと黄昏恋歌 | 扇智史                    |
| 第5回 （2003年）  | 東放学園 特別賞 | 新説 無月物語 The Dark Tales                                                                                                | 靴沢ゆうき                |
| 第5回 （2003年）  | 東放学園 特別賞 | バッドボーイ×バッドガール                                                                                                   | 卯月勇太                  |
| 第6回 （2004年）  | 優秀賞          | 渚のロブスター少女 | あきさかあさひ            |
| 第6回 （2004年）  | 優秀賞          | 緑竜亭繁盛記 （カエルと殿下と森の魔女—緑竜亭繁盛記）                                                                        | 橘柑子                    |
| 第6回 （2004年）  | 佳作            | 狂乱家族日記 壱さつめ | 日日日                    |
| 第6回 （2004年）  | 佳作            | 超高速機動粒子炉船 春一番 （RE:凪野アオイ—超高速機動粒子炉船 春一番）                                                       | 出泉乱童 （原口美奈子）   |
| 第6回 （2004年）  | 東放学園 特別賞 | 生ける少女のパヴァーヌ （私のKnightになってよネ!）                                                                          | 佐藤了                    |
| 第7回 （2005年）  | 優秀賞          | 学校の階段 | 櫂末高彰                  |
| 第7回 （2005年）  | 優秀賞          | 走って帰ろう! | 加藤聡                    |
| 第7回 （2005年）  | 佳作            | ワンダフル・ワンダリング・サーガ〜世界を救うのはパンダと女の子とサラリーマンと女子大生 （ワンダフル・ワンダリング・サーガ） | 矢治哲典                  |
| 第7回 （2005年）  | 東放学園 特別賞 | 魔法日和の昼下がり （ほおむステイ☆でい〜モン!）                                                                             | 鯛津祐太 （鯛津ゆうた）   |
| 第7回 （2005年）  | 東放学園 特別賞 | アカのキセキ | 天乃楓                    |
| 第8回 （2006年）  | 優秀賞          | 学校の初恋 （108年目の初恋。）                                                                                              | 末永外徒                  |
| 第8回 （2006年）  | 佳作            | 声で魅せてよベイビー | 木本雅彦                  |
| 第8回 （2006年）  | 編集部 特別賞   | バカとテストと召喚獣 | 井上堅二                  |
| 第8回 （2006年）  | 編集部 特別賞   | OUGI! | 八樹こうすけ              |
| 第8回 （2006年）  | 東放学園 特別賞 | 雅先生の地球侵略日誌 | 直月秋政                  |
| 第9回 （2007年）  | 優秀賞          | ボーイミーツガール オン ライン （千の剣の舞う空に）                                                                         | 岡本タクヤ                |
| 第9回 （2007年）  | 優秀賞          | Caos Kaoz Discaos カオス・カオズ・ディスケイオス                                                                            | 小野正道                  |
| 第9回 （2007年）  | 特別賞          | サージャント・グリズリー | 彩峰優                    |
| 第9回 （2007年）  | 奨励賞          | すばらしき明日の反対側 （セキララ!!）                                                                                       | 花谷敏嗣                  |
| 第9回 （2007年）  | 奨励賞          | かみまご （カミマゴ 羽根としっぽと世界征服）                                                                                | 江都苑 （江藤苑）         |
| 第10回 （2008年） | 優秀賞          | 耳刈ネルリ御入学万歳万歳万々歳                                                                                              | 石川博品                  |
| 第10回 （2008年） | 優秀賞          | ギャルゲーの世界よ、ようこそ! （ギャルゲヱの世界よ、ようこそ!）                                                             | タマモ （田尾典丈）       |
| 第10回 （2008年） | 奨励賞          | 暗愚王 | 刑部聖                    |
| 第10回 （2008年） | 東放学園 特別賞 | 亜弥子のブラックホール | 黒津賀来志                |
| 第11回 （2009年） | 優秀賞          | セカイを敵にまわす時 （空色パンデミック1）                                                                                  | 本田誠                    |
| 第11回 （2009年） | 優秀賞          | B.A.D -繭墨あざかと小田桐勤の怪奇事件簿- （B.A.D.1 繭墨は今日もチョコレートを食べる）                                       | 綾里けいし                |
| 第11回 （2009年） | 特別賞          | ヒトツナガリテ、ドコヘユク （ココロコネクト ヒトランダム）                                                                  | 庵田定夏                  |
| 第11回 （2009年） | 東放学園 特別賞 | U.F.O. 未確認飛行おっぱい                                                                                                   | 大橋英高                  |
| 第12回 （2010年） | 優秀賞          | 妄想少女 （わたしと男子と思春期妄想の彼女たち）                                                                             | やのゆい                  |
| 第12回 （2010年） | 優秀賞          | 犬とハサミは使いよう | さらい （更伊俊介）       |
| 第12回 （2010年） | 特別賞          | 美少女慟哭屍叫セレンディアナ （魔よりも黒くワガママに魔法少女は夢をみる）                                                   | 根木健太                  |
| 第12回 （2010年） | 特別賞          | ちっともファンタジーじゃない話〜パンツ編〜 （表裏世界のソーマキューブ パンツは誰のもの?）                                   | otohime式 （乙姫式）      |
| 第12回 （2010年） | 特別賞          | 言想のクライシスゲーム （魔術師たちの言想遊戯）                                                                             | 一橋鶫                    |
| 第12回 （2010年） | 特別賞          | エース、始めました。 （○×△べーす 1 ねっとりぐちゃぐちゃセルロイド）                                                         | 佐藤祐真 （月本一）       |
| 第12回 （2010年） | 東放学園 特別賞 | 忌み神のダーカー | 神門京                    |
| 第13回 （2011年） | 大賞            | 龍ヶ嬢七々々の埋蔵金 | 鳳乃一真                  |
| 第13回 （2011年） | 優秀賞          | 明智少年のこじつけ | 道端さっと                |
| 第13回 （2011年） | 特別賞          | 実録!江戸前寿司部 誕生秘話 （SUSHI-BU!）                                                                                    | セゴロ （西野吾郎）       |
| 第13回 （2011年） | 特別賞          | キュージュツカ! | 関根パン                  |
| 第14回 （2012年） | 大賞            | 四百二十連敗ガール | 音 鳴乃 （桐山なると）    |
| 第14回 （2012年） | 優秀賞          | サイコメ ―PSYCHO&LOVE COMEDY― （サイコメ 1殺人鬼と死春期を）                                                                | 匿名希 望 （水城水城）    |
| 第14回 （2012年） | 特別賞          | 学園謀反戦記サチューゴ （ルクス・ソリスの探偵軍師）                                                                         | 是鐘リュウジ              |
| 第14回 （2012年） | 特別賞          | スラップスティック・デイドリームス （《名称未設定》 Struggle1：パンドラの箱）                                               | 蒼虫 （津田夕也）         |
| 第15回 （2013年） | 優秀賞          | リーガル・ファンタジー （リーガル・ファンタジー 1 勇者弾劾裁判）                                                            | 羽田遼亮                  |
| 第15回 （2013年） | 優秀賞          | ヒストリア・シード （奈落英雄のリベリオン）                                                                                 | 朝凪シューヤ              |
| 第15回 （2013年） | 特別賞          | 眼球探求譚 （キルミルカタル 眼ノ宮瞳子の眼球探し）                                                                          | 緋色友架                  |
| 第15回 （2013年） | 特別賞          | 帝都剣戟モダニズム （神武不殺の剣戟士 アクノススメ）                                                                        | 高瀬ききゆ                |
| 第15回 （2013年） | 東放学園 特別賞 | あのメッシは魔法を遣う | 今福慶一郎                |
| 第16回 （2014年） | 優秀賞          | avec black （黒崎麻由の瞳に映る美しい世界）                                                                                 | 久遠侑                    |
| 第16回 （2014年） | 優秀賞          | 田野音好の青春聞聞録〜キミに一耳惚れ〜 （ハイスクール・ローレライ 運命のひと耳惚れ）                                        | もちたろう （志田用太朗） |
| 第16回 （2014年） | 特別賞          | 魚里高校ダンジョン部！ 藻女神様と行く、迷宮甲子園 （魚里高校ダンジョン部! 藻女神様と行く迷宮甲子園）                        | 安歩三 （安歩みつる）     |
| 第16回 （2014年） | 東放学園 特別賞 | スピリット・レイジング | 立座翔大                  |
| 第17回 （2015年） | 優秀賞          | エンデンブルクの花嫁 | 水城みなも                |
| 第17回 （2015年） | 特別賞          | くすぐり闘士の無魔術戦記 （くすぐり闘士の無魔術乱舞）                                                                       | 安歩三                    |
| 第17回 （2015年） | 特別賞          | スーパーな男 （異世界スーパーマーケットを経営します 召喚姫と店長代理）                                                      | 柏木サトシ                |
| 第17回 （2015年） | 特別賞          | ブサイクですけど何か？ （ブサイクですけど何か？ 天才魔術師最大の欠点）                                                      | 黒沼シハル （黒峰シハル） |
| 第18回 （2016年） | 優秀賞          | リンドウにさよならを | ぼたんちえ （三田千恵）   |
| 第18回 （2016年） | 特別賞          | チート勇者を倒すゲスな方法 （女神の勇者を倒すゲスな方法 「おお勇者よ!死なないとは鬱陶しい」）                               | 夏希のたね （笹木さくま） |
| 第18回 （2016年） | 東放学園 特別賞 | パンドラの種 | こまちちか                |
| 第19回 （2017年） | 優秀賞          | 三国破譚--外道劉備と偽孔明-- （三国破譚 孔明になったけど仕えた劉備は美少女でゲスでニート志望だったの事）                    | 祈塩燈 （波口まにま）     |
| 第19回 （2017年） | 特別賞          | 「死ね」と言ってはいけない理由は? （F級討伐屋の死にスキル「死ね」と言ってはいけない理由は?）                                | 黒九一七 （黒九いな）     |
| 第19回 （2017年） | 特別賞          | 引きこもり勇者VS学級委員長まおう                                                                                            | 春日山せいじ              |
| 第19回 （2017年） | 特別賞          | 老人と女子高生 （エートスの窓から見上げる空 老人と女子高生）                                                                | かめのまぶた              |
| 第20回 （2018年） | 優秀賞          | 侵略性外来種【勇者】 （侵略性外来種『勇者』）                                                                               | 殻半ひよこ                |
| 第20回 （2018年） | 特別賞          | ブロックチェーン （やがてはるか空をつなぐ）                                                                                 | 山之臨                    |